# István Kovács (Schiedsrichter)
István Kovács (* 16. September 1984 in Carei, Sozialistische Republik Rumänien) ist ein rumänisch-ungarischer Fußballschiedsrichter. Seit 2010 steht er auf der Liste der FIFA-Schiedsrichter. Er leitete das Europa-League-Finale 2023/24 und das Champions-League-Finale 2024/25.

## Leben
Kovács ist von Beruf Sportlehrer, arbeitet jedoch derzeit hauptberuflich als Fußballschiedsrichter. Er lebt mit seiner Frau und dem gemeinsamen Kind in seinem Geburtsort Carei.
Kovács Vater ist Ungar, seine Mutter Rumänin. Seit 2011 besitzt er auch die ungarische Staatsbürgerschaft.

## Karriere

### Nationale Anfänge und Höhepunkte (seit 2007)
Nach nur einem Jahr in der Liga II, der zweitklassigen rumänischen Fußballliga wurde er zu Beginn der Saison 2007/08 in den Schiedsrichterkader für die Liga 1, der höchsten rumänischen Spielklasse, berufen, dem er seitdem angehört. Er kam bisher in über 250 Erstligaspielen zum Einsatz. Noch vor seinem Debüt in der Liga 1 wurde er für die Leitung des Endspiels um den Rumänischen Super Cup 2007 nominiert, mit damals 22 Jahren der jüngste Schiedsrichter aller Zeiten in diesem Wettbewerb. Im Jahr 2016 leitete er erneut das Spiel um den Superpokal; ein Jahr später wurde er auch mit der Leitung des Finales des Rumänischen Pokals 2016/17 betraut.

### Internationale Etablierung (2010 – 2021)
Seit seiner Berufung auf die FIFA-Liste im Jahr 2010 ist er auch zur Leitung internationaler Begegnungen berechtigt. Sein internationales Debüt gab er im Mai 2010 bei der Qualifikationspartie für die U-19-EM 2010 zwischen Italien und Nordirland. Im gleichen Jahr erfolgte auch sein erster Einsatz in einem europäischen Vereinswettbewerb, in der 1. Qualifikationsrunde für die UEFA Europa League 2010/11 leitete er die Begegnung zwischen Qarabağ Ağdam und FK Metalurg Skopje. Seine erste Spielleitung in einem A-Länderspiel folgte 2012 in der WM-Qualifikation bei der Partie zwischen Lettland und Liechtenstein. Darüber hinaus wurde er für mehrere Welt- und Europameisterschaften im Juniorenbereich nominiert und kommt regelmäßig in Gruppen- und K.o.-Spielen von Europa League und Champions League zum Einsatz.
Darüber hinaus weist Kovács Einsatzstatistik auch Spielleitungen in der Qatar Stars League, der Saudi Professional League und der Egyptian Premier League auf.

### Internationaler Turnier- und Finalschiedsrichter (seit 2021)
Er wurde als einer von 19 Hauptschiedsrichtern für die Fußball-Europameisterschaft 2021 nominiert. Seine einzige Spielleitung verzeichnete er bei der sportlich bedeutungslosen Partie zwischen den bereits fürs Achtelfinale qualifizierten Niederländern und den bereits ausgeschiedenen Nordmazedoniern am letzten Spieltag der Gruppe C. Zudem fungierte er zweimal als Vierter Offizieller. Nach Abschluss der Gruppenphase wurde er von der UEFA für weitere Einsätze nicht mehr berücksichtigt.
In der zur Saison 2021/22 neu geschaffenen UEFA Europa Conference League wurde er für das Finalspiel in Tirana zwischen AS Rom und Feyenoord Rotterdam berufen.
Im gleichen Jahr berief ihn die FIFA gemeinsam mit seinen Assistenten Mihai Artene und Vasile Marinescu in das Unparteiischen-Aufgebot für die Fußball-Weltmeisterschaft 2022. Allerdings kam Kovács beim Turnier in Katar zu keiner Spielleitung, sondern wurde ausschließlich als Vierter Offizieller eingesetzt. Nach insgesamt acht Einsätzen in dieser Rolle wurden er und sein Gespann nach dem Achtelfinale seitens des Weltverbandes vom Turnier entlassen.
Beim Golfpokal 2023 war er der einzige außerasiatische Schiedsrichter und wurde schließlich sogar mit der Leitung des Endspiels zwischen dem Gastgeber Irak und dem Oman betraut (Endstand 3:2 n. V.). Für die 2024er-Ausgabe des Turniers wurde Kovács erneut nominiert. Anfang 2023 leitete er ein Halbfinale bei der FIFA-Klub-Weltmeisterschaft 2022 in Marokko.
Für das UEFA-Europa-League-Finale 2024 zwischen Bayer 04 Leverkusen und Atalanta Bergamo in Dublin (Endstand 0:3) wählte ihn die UEFA als Schiedsrichter aus.
Zudem gehört er mit seinen Assistenten Artene und Marinescu zum Unparteiischenaufgebot der Euro 2024 in Deutschland. Bei seinem zweiten Einsatz im Gruppenspiel zwischen Tschechien und der Türkei stellte er einen neuen Kartenrekord für ein EM-Spiel auf. Insgesamt zeigte Kovács 17 Spielern die Gelbe Karte und verwies Tschechiens Antonín Barák mit Gelb-Rot und Tomáš Chorý mit glatt Rot des Feldes. Die bisherige Höchstmarke für ausgesprochene Karten pro EM-Spiel lag bei 10 Verwarnungen. In der Folge wurde Kovács seitens der UEFA für keine weiteren Einsätze bei der EM berücksichtigt.
Am 31. Mai 2025 leitete Kovács das Finale der UEFA Champions League zwischen Paris Saint German und Inter Mailand in München. Beim deutlichen 5:0-Triumph von PSG war er nicht über Gebühr gefordert; seine Leistung wurde in den Fachmedien grundsätzlich positiv rezipiert. Er ist damit auch der erste Schiedsrichter, der in jedem der UEFA-Vereinswettbewerbe ein Endspiel leitete. Wenige Wochen später amtierte er bei der FIFA-Klub-Weltmeisterschaft 2025. Nach einer vom unterlegenen Atlético Madrid kritisierten Spielleitung mit mehreren VAR-Interventionen war für ihn und sein vor der Saison neu zusammengestelltes Gespann aus Mihai Marica und Ferencz Tunyogi das Turnier nach nur einem Einsatz beendet.

## Einsätze bei Turnieren
- U-19-Fußball-Europameisterschaft 2014 in Ungarn
- U-21-Fußball-Europameisterschaft 2019 in Italien und San Marino
- U-17-Fußball-Weltmeisterschaft 2019 in Brasilien
- Fußball-Europameisterschaft 2021 in 11 Ländern Europas und Asiens

| Phase        | Datum         | Spielort  | Heimmannschaft | Gastmannschaft | Ergebnis  |
| ------------ | ------------- | --------- | -------------- | -------------- | --------- |
| Gruppenphase | 21. Juni 2021 | Amsterdam | Nordmazedonien | Niederlande    | 0:3 (0:1) |

- Fußball-Weltmeisterschaft 2022 in Katar (als Vierter Offizieller)
- Golfpokal 2023 im Irak
- FIFA-Klub-Weltmeisterschaft 2022 in Marokko
- Fußball-Europameisterschaft 2024 in Deutschland

| Phase        | Datum         | Spielort | Heimmannschaft | Gastmannschaft | Ergebnis  |
| ------------ | ------------- | -------- | -------------- | -------------- | --------- |
| Gruppenphase | 20. Juni 2024 | München  | Slowenien      | Serbien        | 1:1 (0:0) |
| Gruppenphase | 26. Juni 2024 | Hamburg  | Tschechien     | Türkei         | 1:2 (0:0) |

- Golfpokal 2024 in Kuwait
- FIFA-Klub-Weltmeisterschaft 2025 in den USA